# (30831) 1990 TO14
1990 تي أو 14 (ويعرف أيضًا باسم (30831) 1990 تي أو 14 وفق تسمية الكوكب الصغير) (بالإنجليزية: 1990 TO14)‏ هو كويكب ضمن حزام الكويكبات؛ وترتيبه 30831 من حيث الاكتشاف.
اكتُشف هذا الجُرم الفلكي بواسطة كينيث جاي لورانس في 14 أكتوبر 1990.

## وصلات خارجية
- (30831) 1990 TO14 في قاعدة بيانات مختبر الدفع النفاث لأجرام النظام الشمسي الصغيرة

- الاكتشاف · مخطط المدار ·  العناصر المدارية · المعلمات المادية

- (30831) 1990 TO14 على موقع ويكي سكاي: DSS2, SDSS, GALEX, IRAS, Hydrogen α, X-Ray, Astrophoto, Sky Map, Articles and images